# Liste des espèces d'intérêt communautaire du Morvan
Dans les 12 sites classés dans le réseau Natura 2000 que comprend le Morvan, 22 espèces d'« intérêt communautaire » y sont recensées :
- 8 invertébrés
- 6 mammifères
- 2 amphibiens
- 3 poissons
- 3 plantes

## Invertébrés
- Massif forestier du Mont Beuvray
- Pelouses et forêts calcicoles des coteaux de la Cure et de l'Yonne en amont de Vincelles
- Forêts, landes tourbières de la vallée de la Canche
- Forêts riveraines et de ravins, corniches, prairies humides de la vallée de la Cure et du Cousin dans le Nord Morvan
- Biotopes à écrevisses, complexe humide de fond de vallon et landes sèches de la vallée de la Dragne
- Ruisseaux à écrevisses du bassin de la Cure
- Hêtraie montagnarde et tourbières du Haut Morvan
- Tourbière du Vernay et prairies de la vallée du Vignan
- Étangs à litorelles et queues marécageuses, prairies marécageuses et paratourbeuses du Nord Morvan
- Prairies marécageuses et paratourbeuses de la vallée de la Cure
- Forêts de ravin de la vallée de l'Oussière en Morvan
- Bocage, forêts et milieux humides du Sud Morvan

Sites Natura 2000 du Morvan :
Massif forestier du Mont Beuvray
Pelouses et forêts calcicoles des coteaux de la Cure et de l'Yonne en amont de Vincelles
Forêts, landes tourbières de la vallée de la Canche
Forêts riveraines et de ravins, corniches, prairies humides de la vallée de la Cure et du Cousin dans le Nord Morvan
Biotopes à écrevisses, complexe humide de fond de vallon et landes sèches de la vallée de la Dragne
Ruisseaux à écrevisses du bassin de la Cure
Hêtraie montagnarde et tourbières du Haut Morvan
Tourbière du Vernay et prairies de la vallée du Vignan
Étangs à litorelles et queues marécageuses, prairies marécageuses et paratourbeuses du Nord Morvan
Prairies marécageuses et paratourbeuses de la vallée de la Cure
Forêts de ravin de la vallée de l'Oussière en Morvan
Bocage, forêts et milieux humides du Sud Morvan
-----
Limites du Parc naturel régional du Morvan

- Écrevisse à pattes blanches (Austropotamobius pallipes)
- Moule perlière (Margaritifera margaritifera)
- Cuivré des marais (Lycaena dispar)
- Damier de la succise (Euphydryas aurinia)
- Unio crassus (Unio crassus)
- Agrion de Mercure (Coenagrion mercuriale)
- Cordulie à corps fin (Oxygastra curtisii)
- Gomphe serpentin (Ophiogomphus cecilia)

## Mammifères
- Barbastelle (Barbastella barbastellus)
- Grand murin (Myotis myotis)
- Grand rhinolophe (Rhinolophus ferrumequinum)
- Loutre (Lutra lutra)
- Petit rhinolophe (Rhinolophus hipposideros)
- Vespertilion à oreilles échancrées (Myotis emarginatus)

## Amphibiens
- Sonneur à ventre jaune (Bombina variegata)
- Triton crêté (Triturus cristatus)

## Poissons
- Chabot (Cottus gobio)
- Lamproie de Planer (Lampetra planeri)
- Lamproie de rivière (Lampetra fluviatilis)

## Plantes
- Buxbaumie verte (Buxbaumia viridis)
- Ache rampante (Apium repens)
- Flûteau nageant (Luronium natans)